# Халецкий, Владислав Ежи
 Владислав Ежи Халецкий (30 мая 1606 — 4 февраля 1668) — государственный и военный деятель Великого княжества Литовского, маршалок Трибунала ВКЛ (1649), стражник великий литовский (1656—1668), староста мозырьский (1654) и подкоморий мозырьский (1654).

## Биография
Представитель литовского дворянского рода Халецких собственного герба. Сын Яна Халецкого, маршалка господарского (с 1588) и мечника литовского (с 1589).
В 1620-х годах Владислав Ежи Халецкий участвовал в войнах Речи Посполитой с казаками и шведами. Неоднократно избирался послом (депутатом) парламента.
Во время национально-освободительного восстания Богдана Хмельницкого на Украине Владислав Ежи Халецкий защищал Белорусское Полесье. Затем он принимал участие во всех военных конфликтах во время правления польского короля Яна Казимира Вазы.
Владислав Ежи Халецкий был поручиком литовской гусарской хоругви гетмана великого литовского Павла Яна Сапеги. 8 апреля 1656 года он получил должность стражника Великого княжества Литовского. В 1655 году Владислав Ежи Халецкий стал членом Тышовецкой конфедерации, созданной польскими магнатами и шляхтой для борьбы против шведских оккупантов. В 1656 году он участвовал в трехдневном сражении со шведами под Варшавой.
С 1634 года был женат на Кристине Стравинской. У него было три сына:
- Кароль Казимир Халецкий (ум. 1696)
- Кшиштоф Халецкий
- Болеслав Александр Халецкий

Владислав Ежи Халецкий был похоронен в бернардинском монастыре Несвижа.